# 北京女子足球队
北京女子足球队，现主体为北京京坛足球俱乐部，简称北京女足，是一家位于中国北京市的女子足球俱乐部，为中国足球协会女子超级联赛参赛球队，主场设在先农坛体育场，由北京先农坛体校实际管理。
北京女足是中国女足传统强队之一，曾多次夺得中国女足顶级联赛和全国女子足球锦标赛冠军，以及两次全国运动会女足比赛冠军。2010年后，北京女足至今未得全国冠军。

## 历史
1985年1月，北京女足组队，并从次年开始参加全国女足锦标赛。在1988年，北京女足就获得了企业冠名赞助，以北京红狮名称出战，赢得当年全国女足锦标赛冠军，并在随后四届赛事完成卫冕。2002年，北京女足夺得联赛和全国锦标赛双冠王。
2015年，北控集团与北京市体育局签署《北京女子足球队合作共建协议》等四项协议，注资球队，合作共建北京女足队。2016年11月18日，北控集团子公司北控置业与北京先农坛体校签约，北京北控凤凰足球俱乐部正式成立。北控集团以5年一周期对俱乐部定期投资，俱乐部计划在3至5年内夺得女超冠军。但北控集团由于业务调整，在2020年12月停止投资。北京女足陷入资金困境，只能由北京先农坛体校勉力维持，直到2023年8月才获得深圳朝向集团赞助。
2024年3月11日，东方雨虹集团建筑修缮集团全国合伙人发展大会在北京召开，现场举行了东方雨虹建筑修缮技术有限公司与北京京坛足球俱乐部有限公司冠名赞助签约仪式，球队更名为雨虹修缮女足。

## 荣誉
- 中国女子足球超级联赛
  - 冠军（2）：1999、2002
- 全国女子足球联赛
  - 冠军（1）：1992
- 全国女子足球锦标赛
  - 冠军（6）：1988、1989、1990、1991、1992、2006
- 全国运动会（成年组）
  - 冠军（3）：1987年、1993年、2005年